# Watcher of the Skies
Watcher of the Skies (с англ. — «Страж небес») — композиция британской рок-группы Genesis, первый трек альбома Foxtrot (1972) продолжительностью более семи минут. Измененная и укороченная версия была издана в качестве единственного сингла с этого альбома (с фрагментом композиции "Willow Farm" на второй стороне), изданном в феврале 1973 года. Позже это версия вошла в бокс-сет Genesis Archive 1967–75 (1998).

## Название и содержание
Название песни взято из строчки сонета под названием «On First Looking into Chapman’s Homer» (1816) английского поэта Джона Китса. Сюжет песни довольно драматичен — «конец долгого союза человека и Земли», однако имеется в виду не апокалипсис, а вымирание расы людей в «океане бытия» и постепенная замена её новыми существами. Вечным и непоколебимым остаётся лишь «Страж небес», являющий собой межпланетный мир. Текст песни написан не основным автором Питером Гэбриэлом, а совместно Тони Бэнксом и Майком Резерфордом.

## Особенности звучания
Песня начинается ярким размеренным соло Бэнкса на меллотроне модели «Mark II», играющимся обеими руками на двух клавиатурах. Соло считается одним из самых узнаваемых в прог-роке. Затем, с нарастающей громкостью, вливаются бас-гитара Резерфорда и ударные Фила Коллинза, задающие очень высокий темп, и, в то же время, придающие звучанию торжественность, из-за чего композиция напоминает гимн. Ритм песни очень сложен, местами возникает полиритмия. В конце вновь слышны протяжные проигрыши меллотрона.

## Признание
Песня стала одной из визитных карточек группы и множество раз исполнялась на концертах. Во время живого её исполнения, Гэбриэл надевал длинный белый балахон и крылья летучей мыши, а лицо разукрашивал светящейся краской.
Песня, как и весь альбом, считающийся классикой прог-рока, был принят критиками с теплотой: в частности, авторитетный портал PopMatters включил её в список 25-ти лучших песен жанра, присвоив ей 5-е место.
После распада классического прог-состава Genesis, в 1996 году, песня была включена в сольный альбом Стива Хэкетта Genesis Revisited.
В 2010 году на церемонии введения Genesis в Зал славы рок-н-ролла американская рок-группа Phish представила кавер-версии двух песен Genesis — этой и «No Reply At All».